# 布拉格證券交易所
布拉格證券交易所（Prague Stock Exchange，PSE）是捷克共和國規模最大和歷史最久的證券交易所。在經過二戰和共產主義政權時期50年的中斷之後，布拉格證券交易所在1993年重新開業。最初的布拉格證券交易所創建於1871年。布拉格證券交易所是CEE證券交易所集團的成員之一。

## 外部連結
- Prague Stock Exchange website (en) （页面存档备份，存于）
- CEE Stock Exchange Group website (en)
- POWER EXCHANGE CENTRAL EUROPE website (en) （页面存档备份，存于）
- Central Securities Depository Prague website (en) （页面存档备份，存于）

50°05′22″N 14°25′35″E / 50.08944°N 14.42639°E